# 霍华德·金斯伯里
霍华德·金斯伯里（英語：Howard Kingsbury，1904年9月11日—1991年10月27日），美国男子赛艇运动员。他曾代表美国参加1924年夏季奥林匹克运动会赛艇比赛，获得男子八人单桨有舵手金牌。